# Горай (місто)
Горай (пол. Goraj) — місто в Польщі, у гміні Горай Білгорайського повіту Люблінського воєводства. Населення — 968 осіб (2011).

## Історія
1405 року отримав міські права. Встатив статус міста у 1870 році.
1-5 липня 1947 року під час операції «Вісла» польська армія виселила з Горая на приєднані до Польщі північно-західні терени 17 українців.
У 1975—1998 роках село належало до Замойського воєводства.
1 січня 2021 року поновлено міські права.

## Населення
Демографічна структура станом на 31 березня 2011 року:
|          | Загалом | Допрацездатний вік | Працездатний вік | Постпрацездатний вік |
| -------- | ------- | ------------------ | ---------------- | -------------------- |
| Чоловіки | 489     | 91                 | 344              | 54                   |
| Жінки    | 479     | 75                 | 270              | 134                  |
| Разом    | 968     | 166                | 614              | 188                  |

## Особистості

### Народилися
- Єжи Ковальчик (1930—2018) — польський історик мистецтва.